# Andreas Meurer
Andreas Meurer (Essen, 24 de julio de 1962), también conocido como "Andi", es un músico alemán, bajista y compositor de la banda de punk-rock Die Toten Hosen.

## Biografía
Andreas Meurer se crio con su hermano mayor Joachim en Mettmann; estudió en el Konrad-Heresbach-Gymnasium de dicha localidad, examinándose con éxito del Abitur. Tomó contacto con el movimiento punk durante un intercambio escolar de un año en los Estados Unidos de América. A su regreso a Europa, esto le acarreó problemas con su padre, que terminó por echarle de casa, motivo por el cual se vio obligado a llevar a cabo trabajos como pegar carteles, repartir octavillas o ejercer de roadie para poder costear el alquiler de su vivienda. Entre 1978 y 1982 acompañó a la banda punk de Düsseldorf ZK. En 1982 fundó Die Toten Hosen junto con Campino, Andreas von Holst, Michael Breitkopf, Trini Trimpop y Walter November. Desde entonces ha sido el bajista del grupo.
Al principio y debido a sus limitaciones técnicas, Meurer solamente se sentía seguro tocando sólo dos cuerdas de su bajo eléctrico y desconectando las dos restantes. Tras el álbum Ein kleines bisschen Horrorschau, la marca ESP fabricó para él un bajo especial de tres cuerdas que utilizó hasta 1995.
Meurer es también el máximo responsable del merchandising del grupo. Durante su estancia en los Estados Unidos, el artista Michael Roman le enseñó la técnica de la serigrafía. Las primeras camisetas de los Toten Hosen fueron diseñadas y producidas por él mismo en el sótano de sus padres. Posteriormente empezó a colaborar con la artista Susy Hertsch en el diseño de las prendas que Die Toten Hosen vestían en los conciertos. En el año 2003 ambos fundaron la firma de moda Misprint.
En septiembre de 2006 Andreas Meurer contrajo matrimonio tras un largo noviazgo con Carla Achenbach, quien había trabajado en el libro de fotografías dedicado a la banda Ewig währt am längsten – Die Toten Hosen in Farbe und Schwarz-Weiß. JPK, Düsseldorf 2002.